# Ashmit Patel
Ashmit Patel (New Delhi, 13 januari 1978) is een Indiaas acteur die voornamelijk in Hindi films speelt.

## Biografie
Patel startte zijn filmcarrière als regie-assistent van Vikram Bhatt. In 2003 maakt hij zijn acteerdebuut met Inteha. Zijn tweede film Murder, geïnspireerd door Unfaithful, werd een succes. Hij speelde de hoofdrol in onder andere Dil Diya Hai, Banaras, Fight Club, Kudiyon Ka Hai Zamana en Toss.
In 2010 nam hij deel aan de realityshow Bigg Boss en werd derde. Patel heeft een oudere zus, actrice Ameesha Patel.

## Filmografie

### Films
| Jaar | Film                                     | Rol                                          | Opmerking       |
| ---- | ---------------------------------------- | -------------------------------------------- | --------------- |
| 2002 | Awara Paagal Deewana                     |                                              | regie assistent |
| 2002 | Aap Mujhe Achche Lagne Lage              |                                              | regie assistent |
| 2002 | Raaz                                     |                                              | regie assistent |
| 2003 | Footpath                                 |                                              | regie assistent |
| 2003 | Inteha                                   | Ranbir Oberoi/ Vikram Rathore/ Rakesh Sharma |                 |
| 2004 | Murder                                   | Sudhir Saigal                                |                 |
| 2004 | Silsiilay                                | Nikhil                                       |                 |
| 2005 | Nazar                                    | agent Rohan Sethi                            |                 |
| 2006 | Fight Club – Members Only                | Dinesh                                       |                 |
| 2006 | Banaras                                  | Soham                                        |                 |
| 2006 | Dil Diya Hai                             | Kunaal Malik                                 |                 |
| 2006 | Katputtli                                | vriend van Laila                             |                 |
| 2006 | Kudiyon Ka Hai Zamana                    | Amar                                         |                 |
| 2009 | Toss: A Flip of Destiny                  | Josh                                         |                 |
| 2010 | Florida Road                             | Shaan                                        |                 |
| 2013 | Super Model                              | Vijay Malia/ Monty                           |                 |
| 2013 | Swabhoomi                                | Vijay Raj                                    | Bengaalse film  |
| 2013 | Saawariya - Khatu Shyam Ji Ki Amar Gatha | Prem                                         |                 |
| 2014 | Jai Ho                                   | Sumit                                        |                 |
| 2016 | Dongari Ka Raja                          | agent Siddhanth                              |                 |
| 2018 | Nirdosh                                  | Gautam Grover                                |                 |
| 2018 | Hamara Tiranga                           | Deva                                         |                 |
| 2021 | Game of Truth                            |                                              | korte film      |

### Televisie en Webseries
| Jaar       | Serie                    | Rol                | Platform |
| ---------- | ------------------------ | ------------------ | -------- |
| 2016       | Amma                     | Faisal Qureshi     |          |
| 2020       | The Bull of Dalal Street | Dilip              | Ullu     |
| 2020       | Peshawar                 | Abu Salim          | Ullu     |
| 2020-heden | Dalla                    | Arjun              | F13      |
| 2021       | Delhi Weds Haryana       | Naram              | ZEE5     |
| 2021       | Client No.7              | agent Pratap Singh | Ullu     |